# Разум и осећајност (филм)
Разум и осећајност је историјска драма из 1995. у режији Анга Лија, заснована на истоименом роману Џејн Остин из 1811. године. Ема Томпсон је написала сценарио. Улоге тумаче Ема Томпсон (Елинор Дешвуд), док Кејт Винслет игра Елинорину млађу сестру Маријану. Прича прати сестре Дешвуд, чланице богате енглеске племићке породице, које морају да се носе са околностима изненадне неимаштине. Приморани су да траже финансијску сигурност кроз брак. Хју Грант и Алан Рикман играју просце.
Продуцент Линдси Доран, дугогодишња љубитељка романа Џејн Остин, ангажовала је Томпсона да напише сценарио. Провела је пет година правећи бројне ревизије, континуирано радећи на сценарију између других филмова, као и на продукцији самог филма. Студији су били нервозни што је сценаристкиња Томпсон први пут писала сценарио али је Columbia Pictures пристала да дистрибуира филм. Иако је у почетку намеравала да друга глумица глуми Елинор, Томпсон је на крају преузела улогу. Томпсонов сценарио је преувеличао богатство породице Дашвуд како би њихове касније сцене сиромаштва учинили очигледнијим савременој публици. Такође је променио особине мушких трагова како би их учинио привлачнијим савременим гледаоцима. Различите карактеристике Елинор и Маријане биле су наглашене кроз слике и измишљене сцене. Ли је изабран за редитеља, како због свог рада у филму Тхе Веддинг Банкует из 1993. године, тако и зато што је Доран веровао да ће помоћи да се филм допадне широј публици. Ли је добио буџет од 16 милиона долара.
Разум и осећајност је премијерно приказан 13. децембра 1995. у Сједињеним Државама. Филм је остварио комерцијалну успех са зарадом од 135 милиона долара широм света. По изласку филм је добио изузетно позитивне критике и многа признања, укључујући три награде и једанаест номинација на филмским наградама Британске академије 1995. године. Уз то је добио и седам номинација за Оскара, укључујући номинације за најбољи филм и најбољу глумицу. Томпсон је добила награду за најбољи адаптирани сценарио, поставши једина особа која је освојила Оскара и за глуму и за сценарио. Разум и осећајност су допринели поновном порасту популарности књижевних дела Остин и довели до много више продукција у сличним жанровима. И даље је препозната као једна од најбољих адаптација Остинових дела свих времена.

## Прича
Када господин Дешвуд умре, његовој жени и три ћерке — Елинор, Маријана и Маргарет — остаје наследство од само 500 фунти годишње; највећи део његовог имања, Норланд Парк, препуштен је његовом сину Џону из претходног брака. Џон и његова похлепна, снобовска жена Фани одмах се смештају у велику кућу; Фани позива свог брата Едварда Ферарса да остане са њима. Она се брине због пријатељства између Едварда и Елинор, верујући да он може боље, и чини све што може да спречи да се то претвори у романтичну приврженост.
Сер Џон Мидлтон, рођак удовице гђе. Дешвуд, нуди јој малу викендицу на свом имању, Бартон Парк у Девонширу. Она и њене ћерке се усељавају и чести су гости у Бартон Парку. Маријана упознаје старијег пуковника Брендона, који се заљубљује у њу на први поглед. Конкуренција за њене наклоности је смели Џон Вилоуби, у кога се Маријана заљубљује. Ујутро када она очекује да јој предложи брак, он уместо тога журно одлази у Лондон. Без знања породице Дашвуд, Брендонова штићеница Бет, ванбрачна ћерка његове бивше љубави Елизе, трудна је са Вилобијевим дететом; Вилобијева тетка, леди Ален, разбаштинила га је након што је открила.
Свекрва сер Џона, гђа. Џенингс, позива своју ћерку и зета, господина и госпођу Палмер, у посету. Са собом доносе осиромашену Луси Стил. Луси се поверава Елинор да су она и Едвард били тајно верени пет година, чиме су разбијене Елинорине наде у будућност са њим. Госпођа. Џенингс води Луси, Елинор и Маријану у Лондон, где на балу упознају Вилоубија. Он их једва примећује а они сазнају да је верен са изузетно богатом госпођицом Греј. Маријана је неутешна. На видело излази и веридба Едварда и Луси. Едвардова мајка захтева да раскине веридбу. Када часно одбије, његово богатство му се одузима и даје његовом млађем брату Роберту.
На путу кући у Девоншир, Елинор и Маријана заустављају се да преноће на сеоском имању Палмерових, који живе у близини Вилоубија. Маријана не може да одоли да не оде да види Вилобијево имање и прелази дуг пут по јакој киши да би то учинила. Као резултат тога, она се озбиљно разболи и Елинор ју је вратила у здравље након што ју је спасао пуковник Брендон. Маријана се опоравља, а сестре се враћају кући. Сазнају да је госпођица Стил постала гђа. Ферарс и претпоставити да се удала за Едварда. Међутим, Едвард стиже да објасни да се госпођица Стил неочекивано удала за Роберта Ферарса и Едвард је тако ослобођен веридби. Едвард запроси Елинор и постаје викар, док се Маријана удаје за пуковника Брендона.

## Глумачка подела
- Ема Томпсон као Елинор Дешвуд
- Кејт Винслет као Маријана Дешвуд
- Алан Рикман као пуковник Брендон
- Имоџен Стабс као Луси Стил
- Хју Грант као Едвард Ферарс
- Грег Вајз као Џон Вилоуби
- Џема Џоунс као гђа.Дешвуд
- Харијет Волтер као Фани Дешвуд
- Џејмс Флит као Џон Дешвуд
- Хју Лори као господин Палмер
- Имелда Стонтон као Шарлот Палмер
- Роберт Харди као сер Џон Мидлтон
- Елизабет Спригс као гђа. Џенингс
- Том Вилкинсон као господин Дешвуд
- Емилие Франсоа као Маргарет Дешвуд
- Ричард Ламсден као Роберт Ферарс